# Maria Olga de Moraes Sarmento da Silveira
Maria Olga de Moraes Sarmento da Silveira (Setúbal, 26 de maig de 1881 — Lisboa, 1948) fou escriptora i feminista.
Era filla i neta de militars, i passà part de la infantesa a Elvas, on es feu amiga de Virgínia Quaresma. Es casà als 16 anys amb un metge de l'Armada, mort poc de temps després en combat, a Cuamato (Angola).
Estava molt relacionada amb el grup d'intel·lectuals portuguesos que a la primeria del segle XX lluità pels drets civils, jurídics i polítics de les dones.
Va dirigir la publicació Sociedade Futura, creada el 1902, i succeí en el càrrec a Ana de Castro Osório, que fou una de les principals teòriques de l'alliberament femení.
Milità en la Lliga Portuguesa da Paz, i cofundà i fou presidenta de la seua Secció Feminista el 1906.
El 18 de maig del 1906 pronuncià, en la Societat de Geografia de Lisboa Arxivat 2018-11-04 a Wayback Machine., una conferència sobre el Problema feminista. Viatjà com a conferenciant a Amèrica del Sudi visità el Brasil, l'Uruguai, i l'Argentina. Al Brasil, es feu amiga de l'escriptora Júlia Lopes d'Almeida.
Visqué a París durant la Primera Guerra Mundial. Fou companya i parella de la baronessa Hélène de Zuylen de Nyevelt, de la família Rothschild, a qui salvà de l'Holocaust en portar-la a Lisboa i després a Nova York. També registrà les seues Memórias.
Molt vinculada a la terra natal, Setúbal, llegà a la Cambra Municipal tots els seus béns, incloent-hi la seua biblioteca i una vasta col·lecció d'autògrafs de personalitats de relleu en l'art, la música i la literatura, en targetes postals, cartes, llibres i dissenys. Aquest llegat forma part ara del patrimoni del Museu de Setúbal i el Convent de Jesús.

## Algunes obres
- Problema feminista (1906)
- Mulheres illustres: A Marqueza de Alorna (sua influència na sociedade portuguesa, 1750-1839) (amb prefaci de Teófilo Braga). Editor Livraria Ferreira (1907)
- Art, Literatura & Viagens (1909)
- A Infanta Dona Maria e a Cort Portuguesa (1909)
- La Patrie Brésilienne (1912)
- Sa Majesté la Regni Amélie de Portugal, Princesse de France (1924)
- Teófilo Braga: Notas e Comentários (1925)
- As Minhas Memórias: Tempo Passado, Tempo Ausente (1948)

Condecoracions rebudes
- Legió d'Honor
- Orde de Crist
- Orde de Santiago de l'Espasa